# سهموي شمالي (تشاه مبارك)
سهموي شمالي (بالفارسية: سهموی شمالی) هي قرية تقع في إيران في قسم تشاه مبارك الريفي. يقدر عدد سكانها بـ 1340 نسمة بحسب إحصاء 2016.